# Wachstumsmarkt
Ein Wachstumsmarkt ist von stetigem und überdurchschnittlichem Marktwachstum gekennzeichnet, das sich in einem kontinuierlich zunehmendem Marktvolumen zeigt. 

## Allgemeines
Die Marktentwicklung von Märkten kann danach unterschieden werden, ob das Marktvolumen sinkt (Schrumpfmarkt), stagniert (Marktsättigung) oder ob es wächst (Wachstumsmarkt). Wachstumsmärkte sind dadurch gekennzeichnet, dass ihr Marktwachstum deutlich über dem Wachstum vergleichbarer Märkte oder des Bruttoinlandsprodukts liegt. Es muss sich um ein überdurchschnittliches Wachstum handeln. Beispiel für die Verwendung des Begriffs ist der seit Mitte der 1990er Jahre verwendete Sprachgebrauch „Wachstumsmarkt Gesundheit“.

## BCG-Matrix
Die BCG-Matrix enthält Normierungsstrategien, welche die Produkte oder Dienstleistungen nach ihrem Marktpotenzial einstufen. „Poor dogs“ (deutsch „arme Hunde“) sind danach Auslaufprodukte, die für eine Produkteliminierung vorgesehen sind, „Cashcows“ (deutsch „Melkkühe“) sind umsatzstark bei geringem Marktwachstum. Bei „Question Marks“ (deutsch „Fragezeichen“) steht noch nicht fest, ob das erkennbare Marktpotenzial ausgeschöpft oder das Produkt aufgegeben werden soll; „Stars“ erzielen dagegen einen hohen Umsatz im Wachstumsmarkt. Ziel der Vertriebsstrategie muss es sein, Produkte oder Dienstleistungen auf einem Wachstumsmarkt anzubieten.
Legt man die Merkmale Marktvolumen und Marktentwicklung zugrunde, lassen sich diese BCG-Kategorien wie folgt zuordnen:
| Art des Marktes     | Marktvolumen            | BCG-Matrix-Kategorie | Marktentwicklung |
| ------------------- | ----------------------- | -------------------- | ---------------- |
| Schrumpfmarkt       | sinkt stark             | „Poor dogs“          | negativ          |
| stagnierender Markt | sinkt geringfügig       | „Poor dogs“          | negativ          |
| Marktsättigung      | bleibt konstant         | „Question marks“     | neutral          |
| Markt               | steigt geringfügig      | „Cashcows“           | positiv          |
| Wachstumsmarkt      | steigt überproportional | „Stars“              | positiv          |

Die Veränderung des Marktvolumens kann einerseits an den auf dem Markt erzielten Umsatzerlösen (Wertgröße) oder dem Absatzvolumen (Mengengröße) und andererseits am Bruttoinlandsprodukt oder Wirtschaftswachstum (Wertgrößen) gemessen werden. Da nach dem Produktlebenszyklus-Modell des Raymond Vernon ein Wachstumsmarkt meist auch für Produkte mit gerade erfolgter Markteinführung zu erwarten ist, können Pioniergewinne erwirtschaftet werden.

## Börse
Der Begriff des Wachstumsmarkts ist ein Rechtsbegriff. Der Betreiber eines multilateralen Handelssystems kann gemäß § 76 Abs. 1 WpHG dieses bei der Bundesanstalt für Finanzdienstleistungsaufsicht als Wachstumsmarkt für kleine und mittlere Unternehmen (KMU-Wachstumsmarkt) registrieren lassen, sofern einige Anforderungen erfüllt sind wie etwa, dass es sich bei mindestens 50 % der Emittenten, deren Finanzinstrumente zum Wertpapierhandel auf dem multilateralen Handelssystem zugelassen sind, um KMU handelt. Das entsprechende Börsensegment im Freiverkehr an der Börse Frankfurt ist das im März 2017 eingeführte Scale, das seit Dezember 2019 registriert ist. 
Aktien mit hohem Kurssteigerungspotenzial (Wachstumswerte) werden an der Börse auf einem Bullenmarkt gehandelt; auch er kann ein Wachstumsmarkt sein.

## Wirtschaftliche Aspekte
Um als Wachstumsmärkte eingestuft zu werden, ist eine Marktprognose erforderlich, welche die vergangenen Marktdaten einer Marktanalyse unterzieht, die durch eine Trendextrapolation für die Zukunft als Trend fortgeschrieben werden muss. Als Wachstumsindikatoren gelten insbesondere das Bruttoinlandsprodukt oder die Kaufkraft.
In der Fachliteratur werden nicht nur einzelne Teilmärkte wie der Teilmarkt für Bioprodukte, sondern Wirtschaftszweige wie etwa das Gesundheitswesen und sogar ganze Staaten („Wachstumsmarkt Indien“) oder Wirtschaftsräume (Sudostasien; Wachstumsregionen) als Wachstumsmarkt (Emerging Markets) angesehen. Zu den Teilmärkten als Wachstumsmarkt gehören aktuell Impfstoffe gegen COVID-19 auf dem Pharmamarkt oder die Volksrepublik China als Staat. Entscheidend ist für das Marktpotenzial die Kaufkraft der Nachfrager.
Meist unterlassen jedoch die Autoren die Quantifizierung eines Wachstumsmarkts. Es wird davon ausgegangen, dass das Marktwachstum mindestens 10 % des jährlichen Marktvolumens erreichen muss, um als Wachstumsmarkt eingestuft zu werden. Das Wachstum sollte mittelfristig (bis zu zwei Jahren) als gesichert erscheinen. Wachstumsmärkte sind für Unternehmen attraktiv, weil sie dort eine höhere Vertriebssicherheit und ein geringeres Lagerrisiko erreichen als auf anderen Märkten und günstigere Gewinnaussichten haben.
Neue Produktentwicklungen können eine Modewelle („Hype“) auslösen, die einen Wachstumsmarkt zur Folge haben kann. Weitere Werttreiber für Wachstumsmärkte sind z. B. Energie, Klimaschutz, Umweltschutz, der Hype-Zyklus für neue Technologien, Angebots- oder Bedarfsverschiebungen, Wertewandel oder Einkommensveränderungen.

## Abgrenzung
Der Wachstumsmarkt grenzt sich vom Zukunftsmarkt dadurch ab, dass letzterer ein stetiges Marktwachstum für einen Zeitraum von mehr als zwei Jahren erwarten lässt. 